# Jim Inhofe

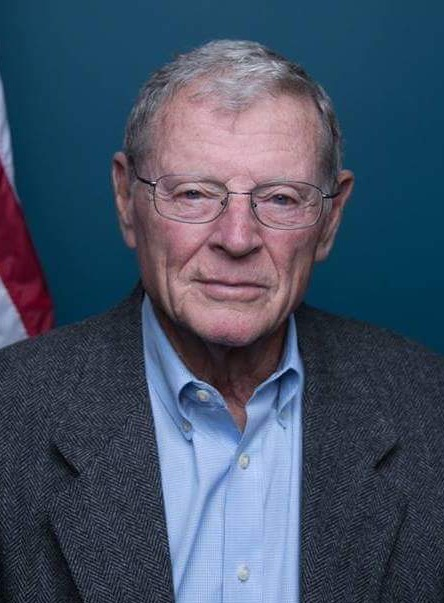
James Inhofe (2017)

James Mountain „Jim“ Inhofe (* 17. November 1934 in Des Moines, Iowa; † 9. Juli 2024 in Tulsa, Oklahoma) war ein US-amerikanischer Politiker (Republikanische Partei). Er saß von 1994 bis 2023 für den Bundesstaat Oklahoma im Senat der Vereinigten Staaten.
Vorher war er von 1967 bis 1969 Mitglied im Repräsentantenhaus und von 1969 bis 1977 im Senat von Oklahoma. Zwischen 1987 und 1994 vertrat er Oklahoma im US-Repräsentantenhaus. Außerdem war er 1978 bis 1984 Bürgermeister von Tulsa.

## Jugend und frühe Karriere
Inhofe zog als Kind mit seiner Familie nach Tulsa, Oklahoma. Er diente von 1957 bis 1958 in der United States Army. 1973, mit 39 Jahren, erwarb er einen B.A. an der University of Tulsa Inhofe arbeitete als Präsident der Quaker Life Insurance Company, die in seiner Amtszeit Insolvenz anmeldete.
Er hatte eine Pilotenlizenz, besaß ein Flugzeug und war Mitglied der Pilotenvereinigung AOPA.
Inhofe war seit 1959 verheiratet mit Kay Inhofe, geb. Kirkpatrick; sie haben vier Kinder. Ihr Sohn Perry stürzte im November 2013 mit seinem Flugzeug ab und starb.
Jim Inhofe starb im Juli 2024 im Alter von 89 Jahren an einem Schlaganfall.

## Politische Karriere
Inhofe engagierte sich seit den 1960ern politisch. Von 1967 bis 1969 saß er für die Republikaner im Repräsentantenhaus von Oklahoma und von 1969 bis 1977 im Senat des Staates. Die letzten vier Jahre war er dort republikanischer Oppositionsführer. 1976 verzichtete er auf eine Wiederwahl, um letztlich erfolglos für das US-Repräsentantenhaus zu kandidieren. 1978 gewann er wieder ein politisches Amt: Er wurde Bürgermeister von Tulsa – ein Amt, das er bis 1984 ausübte.

### Kongress

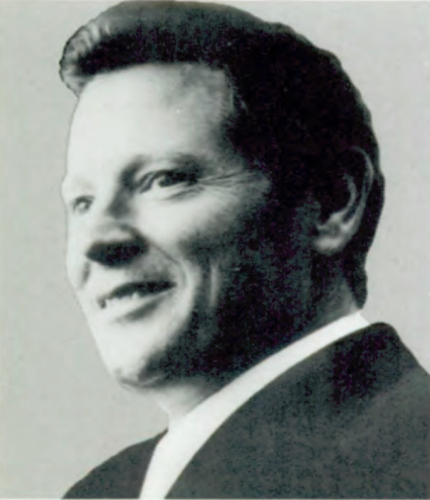
Inhofes offizielles Bild aus dem 100. Kongress (1987)

Als der demokratische Sitzinhaber Jim Jones 1986 nicht mehr zur Wiederwahl antrat, kandidierte Inhofe. Er gewann die Wahlen in den Jahren 1986, 1988, 1990 und 1992 im 1. Kongresswahlbezirk von Oklahoma, der seitdem als republikanische Hochburg gilt.
1994 wählte die University of Oklahoma den damaligen demokratischen Senator aus Oklahoma, David Boren, zu ihrem Präsidenten. Boren kündigte an, als Uni-Präsident anzutreten, sobald ein Nachfolger im Senat gewählt sei, und so fand in Oklahoma eine Nachwahl statt, zu der Inhofe antrat. Die Wahl, die zeitgleich mit der Repräsentantenhaus-Wahl und der Senatswahl stattfand, war landesweit ein republikanischer Erdrutschsieg. Inhofe saß für die verbleibenden zwei Jahre von Borens Wahlperiode im Senat. Bei den Wahlen 1996, 2002, 2008, 2014 und 2020 wurde er im Amt bestätigt. 2006 hat er eine Verfassungsänderungen („Inhofe Amendment“) im Kongress eingeführt, um Englisch zur Nationalsprache der Vereinigten Staaten zu erklären. Diese wurde abgelehnt. Im US-Senat war er seit Januar 2015 Vorsitzender des Ausschusses für Umwelt und öffentliche Bauten, was er bereits von 2003 bis 2007 war, und saß ebenfalls im Streitkräfteausschuss.
Er vertrat 2018 den todkranken John McCain als Vorsitzender des Verteidigungsausschusses des US-Senats und übernahm nach McCains Tod den Ausschussvorsitz.
Inhofe hat während seiner Zeit in einer der beiden Kammern der US-Kongresses fünf Regierungswechsel zwischen Republikanern und Demokraten miterlebt.
Im Februar 2022 kündigte er an, zum Ende des 117. Kongresses am 3. Januar 2023 vorzeitig als Senator zurücktreten zu wollen. Als einer der Gründe für seinen Rückzug nannte er sein Leiden an Long COVID, das er sich durch eine Infektion mit dem Corona-Virus SARS-CoV-2 zugezogen hatte.

## Politische Positionen

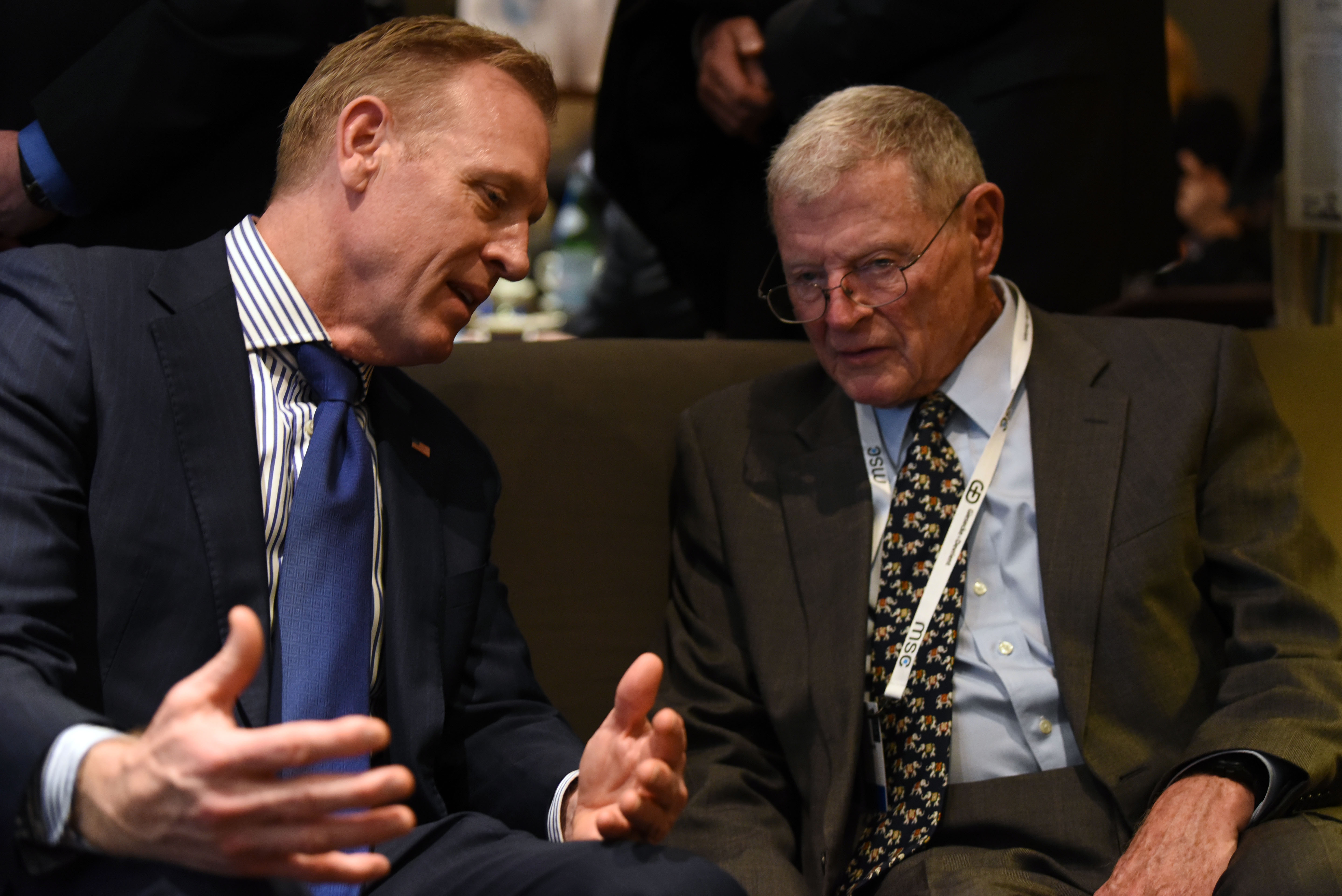
Jim Inhofe mit dem geschäftsführenden Verteidigungsminister der USA, Patrick Shanahan, bei der Münchener Sicherheitskonferenz (2019)

Inhofe galt als ausgesprochen konservativer Republikaner. Bei der Wahl zum Senat 1994 warb er mit dem Slogan “God, Guns and Gays” (Gott, Waffen und Schwule) und sprach sich öffentlich für Schulgebete, gegen die Kontrolle von Waffenbesitz und gegen die Zulassung Homosexueller zum Militär aus. Generell vertrat er einen wirtschaftsfreundlichen und gegen die Umwelt gerichteten Kurs und setzte sich stark gegen Klimaschutzmaßnahmen und für Steuerentlastungen für die Öl- und Gasindustrie ein. Zwischen 1989 und 2022 erhielt er fast 4 Mio. Dollar an Wahlkampfgeldern von Energieunternehmen.
Inhofe galt als der republikanische Politiker, der am profiliertesten die menschengemachte globale Erwärmung leugnete. So nannte er sie den größten Schwindel („hoax“), mit dem das amerikanische Volk jemals hinters Licht geführt werden sollte, und eine „Verschwörung“. Nur die Trennung von Staat und Kirche sei ein noch größerer Schwindel. Als Vorsitzender des Umweltausschusses des Senats machte er diesen zu einem wichtigen Pfeiler der organisierten Klimawandelleugnerszene; zudem forderte er, führende Klimaforscher vor Gericht zu bringen. Er stand in enger Verbindung mit Marc Morano, der für ihn eine bedeutende Klimaleugner-Website betrieb.

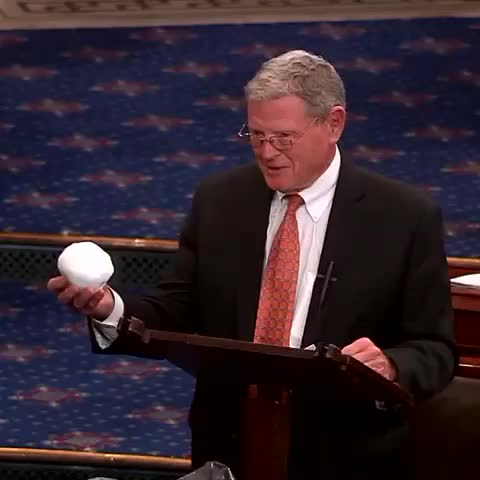
Inhofe 2015 bei einer Senatsrede, bei der er mit einem Schneeball gegen die Existenz der globalen Erwärmung agitierte

Im Februar 2015 brachte er einen Schneeball mit zu einer Senatssitzung und führte die Existenz von Schnee als Beweis gegen die globale Erwärmung sowie die kurz zuvor bekannt gegebenen Rekordtemperaturen des Jahres 2014 an. Hierbei verwechselte er mit voller Absicht Klima und Wetter; tatsächlich behauptet die Klimaforschung nicht, dass zukünftig kein Schnee mehr fallen würde. Zuvor hatte er in seinem Buch The Greatest Hoax: How the Global Warming Conspiracy Threatens Your Future einen Bibelvers aus dem 1. Buch Mose (Gen 8,22 ) über die Schöpfungsgeschichte der Erde als Beweis gegen die Existenz des menschengemachten Klimawandels angeführt. In dieser Bibelstelle, die Inhofe seine Lieblingsbibelstelle nannte, wird ausgeführt, dass es Frost und Hitze geben soll, solange die Erde existiert.
Menschen, die den wissenschaftlichen Konsens zum Klimawandel akzeptieren, dass die Erdatmosphäre sich wegen des von Menschen erzeugten Kohlendioxids erwärmt, verglich er 2006 mit Nazis, die US-Umweltbehörde EPA mit der Gestapo. 2008 behauptete er, die Luftverschmutzung sei auf einem Allzeittief, und lehnte damit schärfere Umweltgrenzwerte ab. Diese würden der Wirtschaft schaden, hätten aber keine nennenswerten Effekte auf die Umwelt. 2005 kämpfte er gegen die Ausweitung von Quecksilbergrenzwerten auch auf Öl- und Gasfeuerungen.
Inhofe äußerte mehrfach öffentlich, dass er die meisten Vorhersagen über das Ozonloch für eine Erfindung halte. Als Vorsitzender des Senats-Umweltausschusses blockierte er einen Gesetzentwurf, der den Ausstoß von Treibhausgasen vermindert und einen Handel mit Emissionsrechten vorgeschrieben hätte. Er machte den 2004 erschienenen Roman State of Fear (Welt in Angst), der von einer weltweiten Verschwörung von Umweltschützern handelt, zur Pflichtlektüre für den Senatsausschuss.
Außenpolitisch setzte er sich für eine starke Rolle des US-Militärs auf der Welt ein und befürwortete große Militärbudgets für die US-Streitkräfte. Nach Bekanntwerden des Abu-Ghuraib-Folterskandals äußerte er, er sei mehr empört über den Skandal als über die Folter der Gefangenen. Im September 2013 lehnte Inhofe einen Militärschlag gegen Syrien ab.